# Idaea lineata
Idaea lineata är en fjärilsart som beskrevs av George Francis Hampson 1893. Idaea lineata ingår i släktet Idaea och familjen mätare. Inga underarter finns listade i Catalogue of Life.